# 起始鯨屬
起始鯨屬，也称艾什欧鲸属，是已滅絕的鬚鯨，生存於漸新世的美國俄勒岡州。牠是介乎巴基鯨及現今灰鯨的過渡性化石。起始鲸属生活于晚渐新世北太平洋东西两岸。本属有4种，其中富田艾什欧鲸发现于日本，是最原始的艾什欧鲸属种, 它仅只有化石残骸发现，而且体型明显比其它3种要细小一些。近来的研究显示富田艾什欧鲸及威尔顿艾什欧鲸可能都是臼槽艾什欧鲸的初级同物异名, 因此本属(Aetiocetus)可能只有多齿艾什欧鲸(Aetiocetus polydentatus)及臼槽艾什欧鲸(Aetiocetus cotylalveus)两种。
晚渐新世的威尔顿艾什欧鲸头骨及牙齿形态显示起始鲸科的形态介乎于硬齿鲸亚科及具鲸须的须鲸类之间，威尔顿艾什欧鲸牙齿显示保留了祖先的特征，上腭保留了侧上腭孔，这表示其可能是存有鲸须。艾什欧鲸的口腔开始扩大，它展现了须鲸类开始从以牙齿捕猎转变为以鲸须作过滤, 大口吞食的过程。

## 下级分类
本科包括以下属：
- 臼槽艾什欧鲸 Aetiocetus cotylalveus Emlong, 1966
- 多齿艾什欧鲸 Aetiocetus polydentatus Barnes et al., 1995
- 富田艾什欧鲸 Aetiocetus tomitai
- 威尔顿艾什欧鲸 Aetiocetus weltoni Barnes et al., 1995